# 2006年紐約市小型飛機墜毀事故
2006年紐約市小型飛機墜毀事故發生于美國東岸時間2006年10月11日下午2時42分，一架西柯斯SR20小型飛機在紐約市撞向曼哈頓東部的Belaire住宅大廈北面，導致大樓部份單位起火，火勢於一小時後救熄。
飛機撞擊時，機上有2名機員，其中一個是紐約洋基隊的球員柯利·萊多，和一名合資格的飛行指導員泰勒·斯坦格 (Tyler Stanger)。兩人的屍體在街上被發現，但仍未正式辨認出來。另外有21人受傷，包括11名消防員。根據美国聯邦航空局（FAA）的說法，這架註冊編号为N929CD的西柯斯小型飞机是萊多正在申請註冊的航機，而他們的護照在行人路上找到。
現時，事件由美國國家運輸安全委員會調查意外成因。2007年5月1日，事故的可能原因定为飞行员失误。

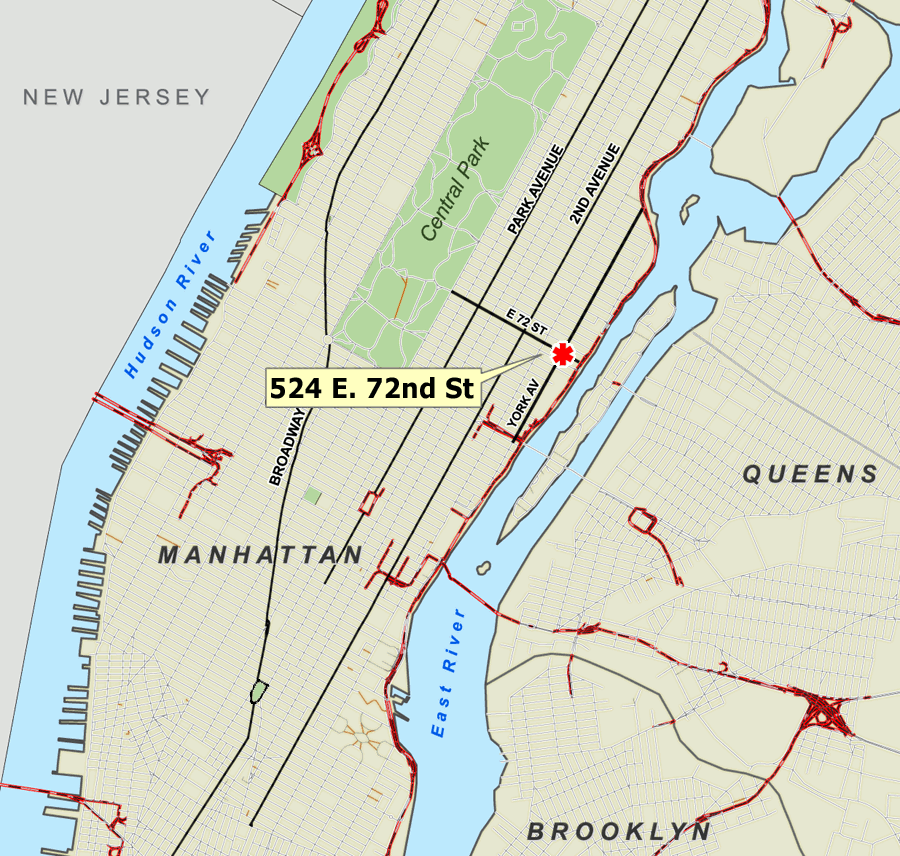
出事地點詳細位置